# Henri Pélissier
Jean Henri Auguste Pélissier (Parigi, 22 gennaio 1889 – Dampierre, 1º maggio 1935) è stato un ciclista su strada francese.
Professionista dal 1911 al 1928, vinse un Tour de France, una Milano-Sanremo, due Paris-Roubaix e tre Giri di Lombardia.

## Carriera
Henri Pélissier era il maggiore dei fratelli Pélissier di Parigi (anche Francis e Charles furono professionisti). Vinse tre volte il Giro di Lombardia, la Parigi-Roubaix (due successi) e una volta la Milano-Sanremo, oltre ad un Tour de France, che vinse nel 1923. Nel 1924 il Tour lo vide protagonista di una ribellione nei confronti del patron Henri Desgrange, con conseguente ritiro dalla corsa.
Nel maggio 1935, durante l'ennesimo litigio, venne ucciso dalla propria amante, Camille Tharault, ventiseienne. Curiosamente venne colpito a morte dalla stessa pistola con cui sua moglie, Léonie, si era suicidata due anni prima.
Pélissier è stato sepolto presso il cimitero di Boulogne-Billancourt.

## Palmarès
- 1910

Paris-Le Havre
Paris-Paris-Plage
9ª tappa Tour de France des Indépendants (La Rochelle)
- 1911 (due vittorie)

Milano-Torino
Giro di Lombardia
- 1912 (Alcyon, tre vittorie)

Milano-Sanremo
1ª tappa Ronde van België (Bruxelles > Liegi)
4ª tappa Ronde van België (Namur > Erquelinnes)
- 1913 (Alcyon, due vittorie)

3ª tappa Tour de France (Cherbourg > Brest)
Giro di Lombardia
- 1914 (Peugeot - Wolber, tre vittorie)

10ª tappa Tour de France (Nizza > Grenoble)
12ª tappa Tour de France (Ginevra > Belfort)
15ª tappa Tour de France (Dunkerque > Parigi)
- 1917 (Una vittoria)

Trouville-Parigi
- 1919 (J.B. Louvet/La Sportive, cinque vittorie)

Parigi-Roubaix
Bordeaux-Parigi
2ª tappa Tour de France (Le Havre > Cherbourg)
Grand Prix de la Loire
Campionati francesi, Prova in linea
- 1920 (Bianchi/La Sportive, sette vittorie)

Nice-Mont Angel
Grand Prix de la Loire
Paris-Bruxelles
3ª tappa Tour de France (Cherbourg > Brest)
4ª tappa Tour de France (Brest > Les Sables-d'Olonne)
Circuit des Champs de Bataille
Giro di Lombardia
- 1921 (Bianchi/La Sportive, due vittorie)

Nice-Mont Angel
Parigi-Roubaix
- 1922 (Automoto/J.B. Louvet, quattro vittorie)

Nice-Mont Angel
Parigi-Tours
Circuit de Paris
Parigi-Nancy
- 1923 (Automoto/J.B. Louvet, quattro vittorie)

3ª tappa Tour de France (Cherbourg > Brest)
10ª tappa Tour de France (Nizza > Briançon)
11ª tappa Tour de France (Briançon > Ginevra)
Classifica generale Tour de France
- 1924 (Automoto, due vittorie)

2ª tappa Vuelta al País Vasco (Pamplona > San Sebastián)
Parigi-Chauny

### Altri successi
- 1911

Giro di Romagna e Toscana
Classifica generale Corsa delle Tre Capitali
- 1919 (J.B. Louvet/La Sportive)

Circuit du Morvan
- 1920 (Bianchi/La Sportive)

Paris-Metz
Grand Prix de l'Armistice
Gran Premio della Marna (con Francis Pélissier)
- 1923 (Automoto/J.B. Louvet)

Classifica scalatori Tour de France
- 1924 (Automoto)

Grand Prix Automoto a Rouen

## Piazzamenti

### Grandi Giri
- Tour de France

1912: ritirato (4ª tappa)
1913: ritirato (6ª tappa)
1914: 2º
1919: non partito (5ª tappa)
1920: ritirato (5ª tappa)
1923: vincitore
1924: ritirato (3ª tappa)
1925: ritirato (4ª tappa)

### Classiche monumento
- Milano-Sanremo

1912: vincitore
1913: ritirato
1920: 2º
1921: 6º
- Giro delle Fiandre

1922: 4º
- Parigi-Roubaix

1919: vincitore
1920: 6º
1921: vincitore
1922: 10º
1923: 9º
1924: 5º
1925: 7º
1926: 6º
- Giro di Lombardia

1911: vincitore
1913: vincitore
1917: 2º
1920: vincitore
1921: 5º

## Riconoscimenti
- Inserito tra le Gloires du sport